# 태국 야구 국가대표팀
태국 야구 국가대표팀은 태국을 대표하는 야구 국가대표팀이다.

## 개요
1970년부터 태국에 야구가 시작되었으며 동남아시아 국가중에 강팀으로 평가받지만 동남아시아 밖에서는 약체로 평가받고 있다.

## 국제대회 성적

### 아시안 게임 성적
| 연도   | 결과 | 경기 | 승   | 무   | 패   |
| ------ | ---- | ---- | ---- | ---- | ---- |
| 1994년 | 5위  | 3    | 1    | 0    | 2    |
| 1998년 | 6위  | 4    | 1    | 0    | 3    |
| 2002년 | 불참 | 불참 | 불참 | 불참 | 불참 |
| 2006년 | 5위  | 5    | 1    | 0    | 4    |
| 2010년 | 5위  | 3    | 1    | 0    | 2    |
| 2014년 | 5위  | 3    | 1    | 0    | 2    |
| 2018년 | 8위  | 7    | 2    | 0    | 5    |
| 2022년 | 7위  | 7    | 3    | 0    | 4    |
| 합계   | 7/8  | 32   | 10   | 0    | 27   |

### 아시아 선수권
- 1995년 아시아 야구 선수권 대회: 6위
- 1997년 아시아 야구 선수권 대회: 5위
- 1999년 아시아 야구 선수권 대회: 6위
- 2005년 아시아 야구 선수권 대회: 6위
- 2007년 아시아 야구 선수권 대회: 5위
- 2009년 아시아 야구 선수권 대회: 6위
- 2023년 아시아 야구 선수권 대회: 8위

### 아시안컵
- 1995년 아시안컵 야구 대회:  준우승
- 1997년 아시안컵 야구 대회:  우승
- 2001년 아시안컵 야구 대회:  3위
- 2002년 아시안컵 야구 대회:  3위
- 2004년 아시안컵 야구 대회:  우승
- 2006년 아시안컵 야구 대회:  3위
- 2009년 아시안컵 야구 대회: 5위
- 2010년 아시안컵 야구 대회:  3위
- 2012년 동아시안컵 야구 대회:  준우승
- 2015년 동아시안컵 야구 대회: 5위
- 2018년 동아시아컵 야구 대회:  준우승
- 2023년 동아시안컵 야구 대회:  3위
- 2024년 동아시아컵 야구 대회:  3위

### 동남아시안 게임
- 2005년 동남아시아 경기대회:  은메달
- 2007년 동남아시아 경기대회:  금메달
- 2011년 동남아시아 경기대회:  동메달
- 2019년 동남아시아 경기대회:  은메달

### 야구 월드컵(폐지)
- 2007년 야구 월드컵: 16위

### 대륙간컵 야구 대회(폐지)
- 2010년 인터콘티넨털컵 야구 대회: 9위